# Żołna zielona
Żołna zielona (Merops superciliosus) – gatunek średniej wielkości ptaka z rodziny żołn (Meropidae), zamieszkujący Afrykę Subsaharyjską. Nie jest zagrożony wyginięciem.
Podgatunki i zasięg występowania
Wyróżnia się dwa podgatunki M. superciliosus:
- M. s. superciliosus Linnaeus, 1766 – wschodnia Afryka, Madagaskar i Komory
- M. s. alternans Clancey, 1971 – zachodnia Angola i północno-zachodnia Namibia

Morfologia
Mierzy 28–30 cm, rozpiętość skrzydeł wynosi 46–48 cm. Masa ciała 40–48 g. W ubarwieniu nie występuje dymorfizm płciowy, ale samiec ma dłuższe środkowe sterówki. Ogólnie cała zielona. Żółte gardło, odcięte od piersi pomarańczową kreseczką, czarna maska, białe czoło. Niebieskie policzki i obrzeżenie maski. Dziób jak u żołny.
Ekologia i zachowanie
Zachowuje się podobnie jak żołna zwyczajna. Głos analogiczny jak u żołny, lecz twardszy. Zasiedla otwarte i suche tereny, zazwyczaj niedaleko zbiorników wodnych.
Status
IUCN uznaje żołnę zieloną za gatunek najmniejszej troski (LC, Least Concern) nieprzerwanie od 1988 roku. Liczebność światowej populacji nie została oszacowana, ale ptak ten opisywany jest jako szeroko rozpowszechniony i zazwyczaj pospolity. Ze względu na brak dowodów na spadki liczebności bądź istotne zagrożenia dla gatunku BirdLife International uznaje trend liczebności populacji za stabilny.